# Grazi repülőtér
A Grazi repülőtér (IATA: GRZ, ICAO: LOWG) Ausztria harmadik legnagyobb nemzetközi repülőtere a városközponttól mintegy 10 km-re délre, Feldkirchen és Kalsdorf települések területén.

## Története
A repülőtér építése 1913-ban kezdődött egy füves pálya mellé épített hangárral. Az első gép 1914. június 26-án szállt fel. Ugyanebben az évben egy internáló tábort hoztak létre itt, amely egészen 1917-ig működött (Thalerhof tábor). Ez után három évig csak sport célokra használták, mivel a katonai és a polgári légi közlekedés tilos volt. Az első belföldi járat 1925-ben indult  (Bécs–Graz–Klagenfurt).
Az egyre növekvő utasszám  szükségessé tette a kifutópálya bővítését (2,5 km) és egy új terminál megépítését. A nyolcvanas évek elején történt meg a műszeres repülési feltételek biztosítása.
1984-ben  landolt az első  Boeing 747, a grazi repülőtéren.Tíz évvel később, egy új terminált helyeztek üzembe, 2002-ben ezt követte a modern irányítótorony átadása. A legújabb fejlesztés volt az új indulási csarnok, amely 2005-ben készült el.
A repülőtéren található az osztrák Repülési Múzeum.

## Megközelíthetőség
Graz főpályaudvartól kb. 12 perc vonattal az utazási idő a repülőtérre. Gyalogosan is megközelíthető a repülőtér Graz-Feldkirchen pályaudvarról (kb. 4 perc).

## Forgalom
Az utasforgalom az elmúlt években az alábbi módon változott:
| Utasok száma | 893 346 | 948 294 | 948 380 | 976 543 | 881 565 | 963 187 | 958 848 | 1 036 929 | 226 561 | 733 146 |
|              | 2005    | 2007    | 2009    | 2011    | 2013    | 2015    | 2017    | 2019      | 2021    | 2023    |

## Légitársaságok és célállomások
| Légitársaság                  | Célállomások                                                                                   |
| ----------------------------- | ---------------------------------------------------------------------------------------------- |
| Air Cairo                     | Szezonális charter: Hurghada, Marsa Alam                                                       |
| Air Dolomiti                  | München                                                                                        |
| Austrian Airlines             | Düsseldorf, Stuttgart, Bécs Szezonális charter:Corfu, Kos, Nápoly, Rhodes, Santorini, Skiathos |
| Bulgarian Air Charter         | Szezonális charter: Burgas, Heraklion, Kos, Rhodes                                             |
| Corendon Airlines             | Szezonális charter: Antalya                                                                    |
| Corendon Airlines Europe      | Szezonális: Heraklion, Hurghada, Rhodes                                                        |
| Croatia Airlines              | Szezonális charter: Brač                                                                       |
| easyJet                       | Berlin–Tegel                                                                                   |
| Eurowings                     | Szezonális: Palma de Mallorca                                                                  |
| FlyEgypt                      | Szezonális charter: Hurghada, Sharm El Sheikh                                                  |
| KLM                           | Amsterdam                                                                                      |
| Lufthansa                     | Frankfurt, München                                                                             |
| Onur Air                      | Szezonális charter: Antalya                                                                    |
| Swiss International Air Lines | Zürich                                                                                         |
| Turkish Airlines              | Istanbul                                                                                       |

## Galéria

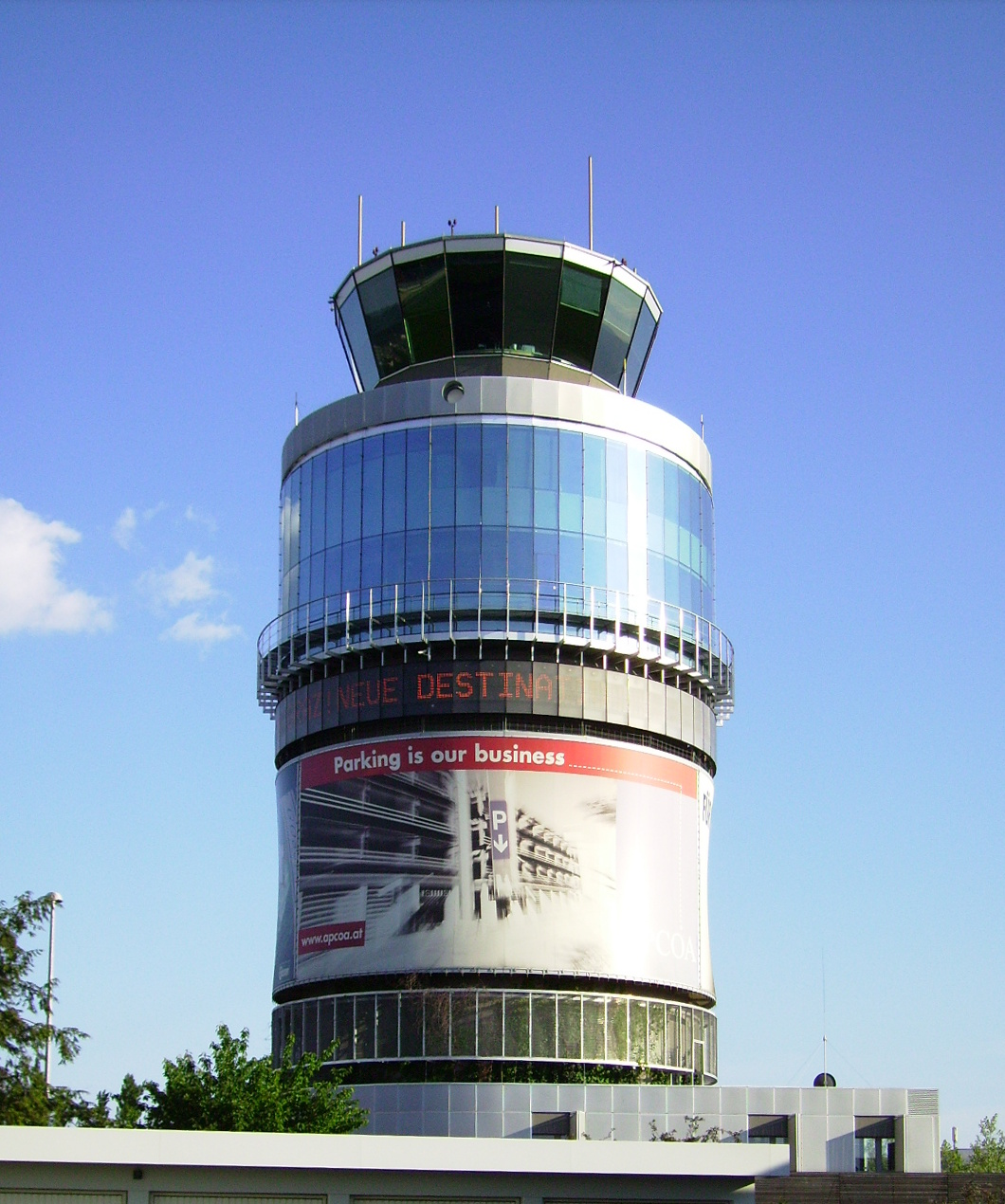
Torony
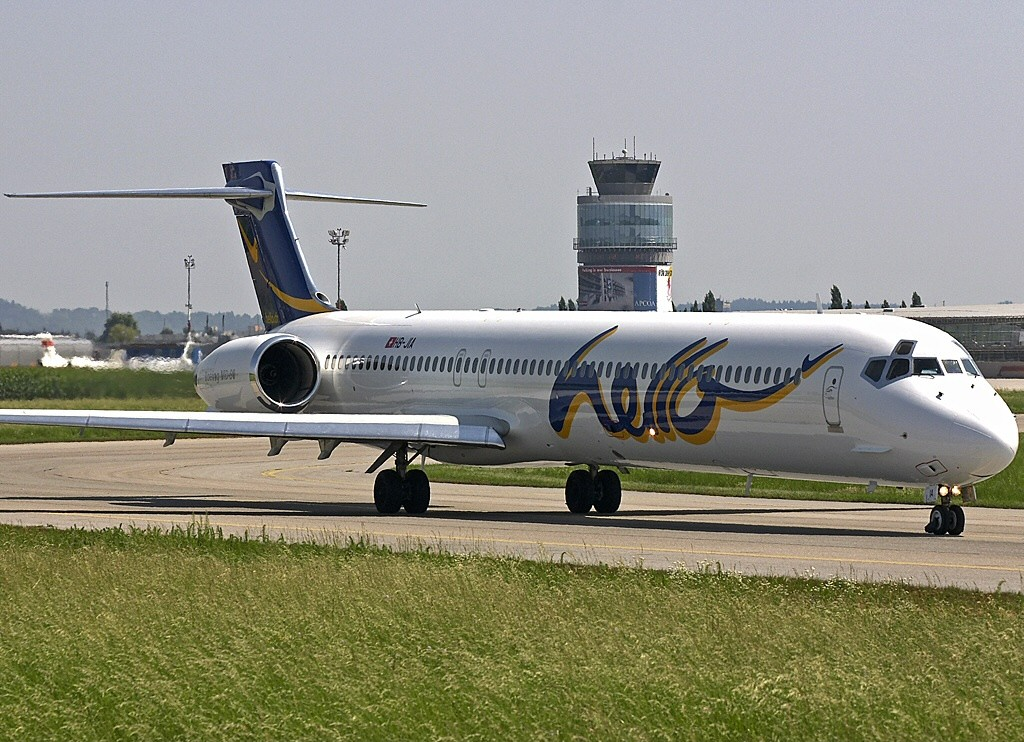
McDonnell Douglas MD-90-30 a repülőtéren
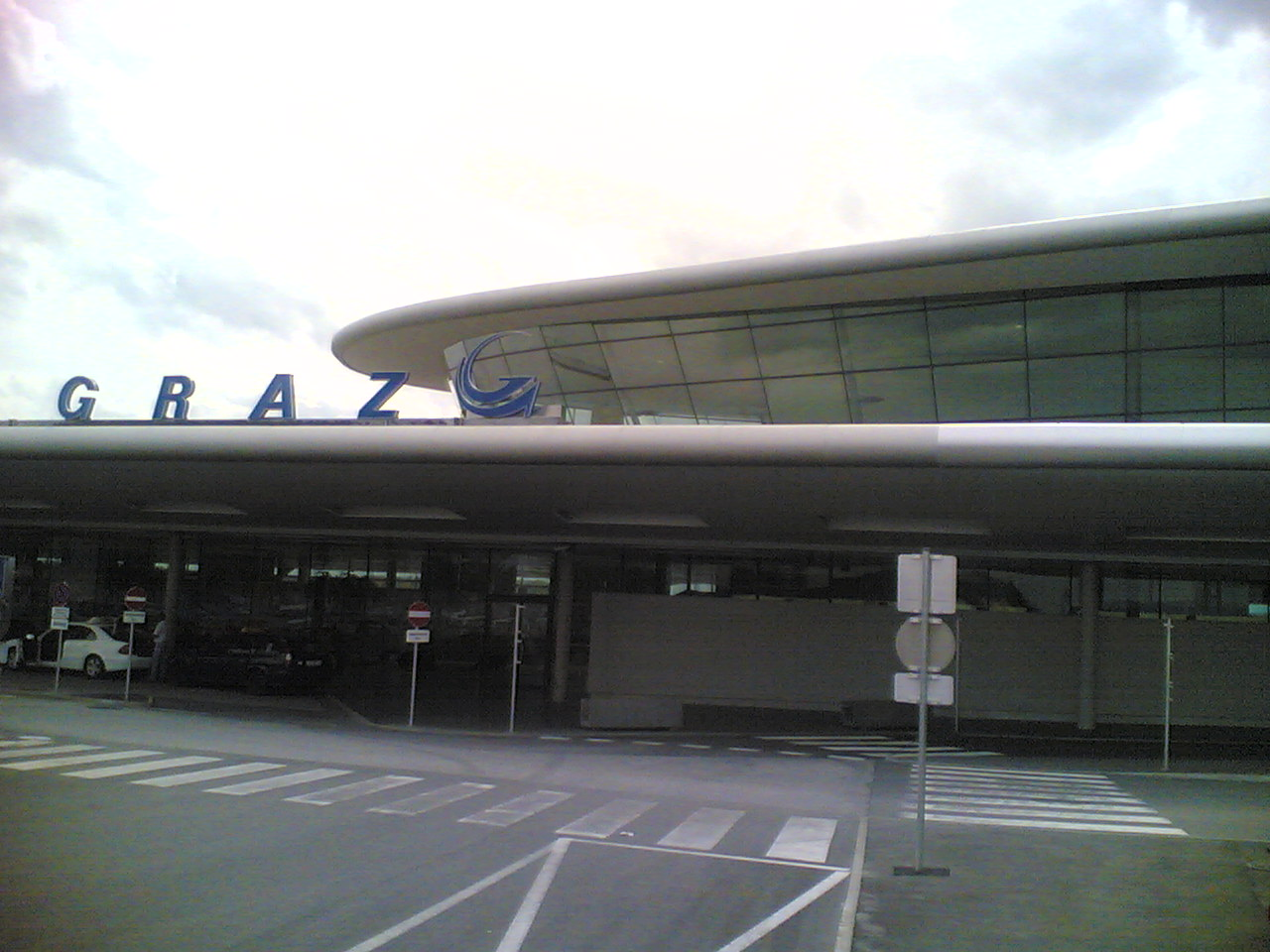
Flughafen Graz

## Balesetek, események
- 1952. április 18. A JAT Belgrád–Ljubljana belföldi járatát Grazba térítette hat utas.[9]
- 2004. augusztus 7. A Lufthahsa Frankfurt–Graz járata kényszerleszállást hajtott végre 56 fővel a fedélzetén.[10]